# Vương Dương
Vương Dương (tiếng Trung: 王阳; bính âm: Wáng Yáng; tên thật: 王洋) sinh ngày 13 tháng 03 năm 1978 là một diễn viên điện ảnh và truyền hình người người Trung Quốc. Vương Dương được biết đến qua các vai diễn như Liễu Vân Chiêu - Kim Ngọc Lương Duyên (2014), Giang Tử Đan - Vô Gian Đạo (2016), Đằng Tử Kinh - Khánh Dư Niên (2019), Thiệu Vũ Hàn - Em là thành trì doanh lũy của anh (2020), Trần Mặc Quần - Kẻ Phản Nghịch (2021), Thịnh Phương Đình - Đời Này Có Em (2022), Trình Nhân Thanh - Đại Minh Dưới Kính Hiển Vi (2023) và một số vai diễn khác.

## Tiểu sử
Vương Dương sinh ra và lớn lên ở Cáp Nhĩ Tân, Hắc Long Giang, là con một trong gia đình, cha của anh là dân kinh doanh lĩnh vực ngoại thương. Vương Dương từ nhỏ đã chơi bóng bàn trong trường, chơi được chín năm. Do chịu ảnh hưởng của người cha làm nghề ngoại thương, nên ngay từ nhỏ Vương Dương đã nhạy bén về các con số và quyết tâm theo học ngành kinh tế ở nước ngoài. Khi tốt nghiệp cấp ba, Vương Dương muốn ra nước ngoài học ngành tài chính, nhưng cuối cùng anh đã từ bỏ vì không xin được visa vào Mỹ.
Sau đó, Vương Dương nhận được giấy báo nhập học của Đại học Truyền thông Trung Quốc và Học viện Sân khấu Thượng Hải, anh lựa chọn học tại Học viện Sân khấu Thượng Hải. Trong năm học thứ hai, Vương Dương được trường cử đi du học Singapore và lấy được bằng kép. Năm 2002, sau khi tốt nghiệp Đại học, anh trở thành diễn viên kịch của Nhà hát Nghệ thuật Nhân dân Bắc Kinh.

## Sự nghiệp

### Giai đoạn đầu:
Năm 2004, anh ký hợp đồng với Công ty truyền thông Đông Phương Minh Châu, cùng năm đó anh tham gia vai chính trong bộ phim chiến tranh gián điệp Điệp Chiến. Trong phim anh diễn vai Lâm Tử Hào - một điệp viên tình báo, đây cũng là vai diễn đầu tay của Vương Dương, từ đó chính thức bước chân vào showbiz.
Năm 2012, anh diễn cùng Đỗ Thuần, Hà Minh Thịnh trong bộ phim cổ trang Cung Tỏa Châu Liêm vai một người có âm mưu hoàng đế Lý Vị.
Năm 2014, anh đóng chính trong bộ phim y học Bác sĩ thanh niên do Triệu Bảo Cương, Vương Nghênh làm đạo diễn, trong bộ phim nay anh vào vai bác sĩ trẻ nội trú khoa Cấp cứu - Vương Bác, đây cũng là lần đầu tiên anh tham gia diễn vai bác sĩ trên phim truyền hình.
Năm 2017, bộ phim cảnh sát Vô Gian Đạo phát sóng, trong bộ phim anh diễn vai Giang Tử Đan (Viên Đạn sir).

### Giai đoạn khởi sắc:
Cùng năm 2018, anh tham gia chương trình diễn xuất của Đài truyền hình vệ tinh Chiết Giang, Tôi Chính Là Diễn Viên, anh đoạt quán quân nhóm Từ Phong và đạt danh hiệu top 4 diễn viên thực lực. Ngày 26 tháng 11 năm 2019, bộ phim truyền hình cổ trang quyền mưu Khánh Dư Niên do Trương Nhược Quân, Lý Thấm diễn chính phát sóng, trong phim anh diễn vai Đằng Tử Kinh, nhờ bộ phim thoát vòng nên Vương Dương cũng được chú ý nhiều hơn.

### Giai đoạn phát triển:
Ngày 07 tháng 06 năm 2021, bộ phim truyền hình chiến tranh gián điệp Kẻ Phản Nghịch do Chu Nhất Long diễn chính lên sóng, trong phim anh diễn vai trạm trưởng khu Thượng Hải - Trần Mặc Quần.
Ngày 28 tháng 01 năm 2021, bộ phim đời sống Nhân Thế Gian phát sóng, anh diễn vai Thái Hiểu Quang.
Ngày 18 tháng 12 năm 2022, tham gia diễn chính trong series Nhà Hát Sương Mù do iQIYI sản xuất. Ngày 09 tháng 02 năm 2023 bộ phim truyền hình cổ trang quyền mưu Đại Minh Dưới Kính Hiển Vi do Trương Nhược Quân và Vương Dương đóng chính lên sóng, đây là một trong những dự án lớn mà anh có cơ hội tham gia diễn xuất với vai trò diễn viên chính.

## Đời tư
Ngày 15 tháng 12 năm 2018, Vương Dương đăng Weibo thông báo kết hôn với nữ diễn viên Cao Tư. Hai người đều là cựu diễn viên xuất thân từ Học viện hý kịch Thượng Hải. Ngày 20 tháng 10 năm 2020, Vương Dương thông báo vợ đã mang thai.

## Tác phẩm

### Phim điện ảnh
| Năm phát sóng  | Tên phim           | Tên tiếng Trung | Vai diễn       | Ghi chú |
| -------------- | ------------------ | --------------- | -------------- | ------- |
| 2003           | Bộ Ba Thám Tử      | 偵探三人        | Khương Phong   |         |
| 2019           | Sủng Aí            | 宠爱            | Chủ nhiệm      |         |
| 2024           | Quân Tình Nguyện 2 | 志愿军2         | Long Đạo Quyền |         |
| Chưa phát sóng | Tương Viên Lộng    | 香圆弄          | Dung Khôn      |         |

### Phim truyền hình
| Năm phát sóng  | Tên phim                                     | Tên tiếng Trung        | Vai diễn                | Nền tảng                                                         | Ghi chú |
| -------------- | -------------------------------------------- | ---------------------- | ----------------------- | ---------------------------------------------------------------- | ------- |
| 2003           | Giới hạn sinh tử                             | 生死极限               | Tạ Hiểu Viễn            |                                                                  |         |
| 2004           | Điệp Chiến                                   | 谍战之特殊较量         | Lâm Tử Hào              |                                                                  | [ 14 ]  |
| 2006           | Sai tâm diệu thủ                             | 猜心妙手               | Chu Dương               |                                                                  |         |
| 2006           | Nữ Võ Sĩ                                     | 我的功夫女友           | Bồ Thiếu Kiệt           | Đài truyền hình tin tức Tế Nam                                   | [ 15 ]  |
| 2007           | Tình yêu biến mất (tạm dịch)                 | 爱了散了               | Tô Cạnh                 | Chiết Giang TV                                                   |         |
| 2007           | Tuyết đang tan                               | 雪在烧                 | Tư Thanh                |                                                                  | [ 16 ]  |
| 2007           | Lạc Lối                                      | 迷路                   | Đặng Hữu Minh           |                                                                  |         |
| 2008           | Thượng Thư Phòng                             | 上书房                 | Ái Tân Giác La Doãn Bí  | CCTV                                                             |         |
| 2008           | Nếu còn có ngày mai                          | 如果还有明天           | Trần Bộ Sâm             | Đài truyền hình Hải Khẩu                                         | [ 17 ]  |
| 2010           | Thành - Sự                                   | 城•事                  | Liễu Sâm                |                                                                  | [ 18 ]  |
| 2011           | Huyết sắc luyến tình (tạm dịch)              | 血色恋情               | 'Bằng Phi               | Kênh truyền hình Giang Tô                                        | [ 19 ]  |
| 2012           | Cung tỏa châu liêm                           | 宫锁珠帘               | Lý Vị                   | Hồ Nam TV                                                        | [ 20 ]  |
| 2012           | Nơi đâu có tình yêu, nơi đó là nhà (tạm dịch | 有爱就有家             | Hà Thần                 | Truyền hình vệ tinh An Huy                                       |         |
| 2012           | Thủ phó (tạm dịch)                           | 首付                   | Đặng Miễn Chi           | Truyền hình vệ Giang Tây                                         |         |
| 2013           | Nhật ký cực phẩm con trai con gái            | 极品男女日记           | Trương Ngạn             |                                                                  |         |
| 2014           | Kim Ngọc Lương Duyên                         | 金玉良缘               | Liễu Vân Chiêu          | Đài truyền hình Thâm Quyến                                       | [ 21 ]  |
| 2014           | Cuộc hôn nhân không che đậy                  | 裸婚之后               | Trì Tường               | Đài truyền hình vệ tinh Chiết Giang                              | [ 22 ]  |
| 2014           | Bác Sĩ Thanh Niên                            | 青年医生               | Vương Bác               | Đài truyền hình vệ tinh Bắc Kinh, Chiết Giang, Thiên Tân, An Huy | [ 23 ]  |
| 2016           | Vô Gian Đạo mùa 1                            | 无间道第一季           | Giang Tử Đan / Viên Đạn | iQIYI                                                            | [ 24 ]  |
| 2017           | Vô Gian Đạo mùa 2                            | 无间道第二季           | Giang Tử Đan / Viên Đạn | iQIYI                                                            |         |
| 2017           | Vô Gian Đạo mùa 3                            | 无间道第三季           | Giang Tử Đan / Viên Đạn | iQIYI                                                            |         |
| 2017           | Thâm Hải Lợi Kiếm                            | 深海利剑               | Thượng Đường            | Truyền hình vệ tình Chiết Giang, Bắc Kinh                        | [ 25 ]  |
| 2017           | Hành trình tình yêu say đắm                  | 全程爱恋               | Đàm Thiếu Vũ            | LeTV                                                             |         |
| 2018           | Bùng Cháy                                    | 走火                   | Tôn Nhiên               | iQIYI, Youku, truyền hình vệ tinh Chiết Giang                    | [ 26 ]  |
| 2018           | Trở lại tuổi 20                              | 重返20岁               | Hạng Quốc Bân           | Tencent Video, iQIYI, PP Video                                   | [ 27 ]  |
| 2018           | Tiệm cà phê hoàng tử                         | 高兴遇见你             | Bân Triết Mặc           |                                                                  | [ 28 ]  |
| 2019           | Ma Tước 2 - Kinh Trập                        | 谍战深海之惊蛰         | Trần Thâm               | iQIYI, Tencent Video, Youku, truyền hình vệ tinh Hồ Nam          | [ 29 ]  |
| 2019           | Khánh Dư Niên                                | 庆余年                 | Đằng Tử Kinh            | Tencent Video, iQIYI                                             | [ 30 ]  |
| 2020           | Ai nói tôi không thể kết hôn                 | 谁说我结不了婚         | Lý Uất Hạo              | iQIYI, Mango TV, Youku, CCTV                                     | [ 31 ]  |
| 2020           | Tôi Thân Yêu                                 | 亲爱的自己             | Tôn Lập Hàng            | Mango TV, đài truyền hình Hồ Nam                                 | [ 32 ]  |
| 2020           | Lộc Đỉnh Ký                                  | 鹿鼎记                 | Trần Cận Nam            | iQIYI, Youku, CCTV-8                                             | [ 33 ]  |
| 2021           | Em là thành trì doanh lũy của anh            | 你是我的城池营垒       | Thiệu Vũ Hàn            | iQIYI, Tencent, Youku                                            | [ 34 ]  |
| 2021           | Kẻ Phản Nghịch                               | 叛逆者                 | Trần Mặc Quần           | iQIYI, CCTV                                                      | [ 35 ]  |
| 2021           | Bắc Triệt Nam Viên                           | 北辙南辕               | Bành Bái                | iQIYI                                                            | [ 36 ]  |
| 2021           | Phá Vây                                      | 突围                   | Chu Xương Bình          | iQIYI. Tencent Video, Youku, truyền hình vệ tinh Chiết Giang     | [ 37 ]  |
| 2022           | Đời Này Có Em                                | 今生有你               | Thịnh Phương Đình       | Youku, CCTV, truyền hình vệ tinh Bắc Kinh                        | [ 38 ]  |
| 2022           | Nhân Thế Gian                                | 人世间                 | Thái Hiểu Quang         | iQIYI, CCTV                                                      | [ 39 ]  |
| 2022           | Lạc Lối Dưới Lòng Côn Luân                   | 迷航昆仑墟             | Lạc Vân Tùng            | iQIYI, Tencent Video                                             | [ 40 ]  |
| 2022           | Phạt Tội                                     | 罚罪                   | Triệu Bằng Trình        | iQIYI                                                            | [ 41 ]  |
| 2023           | Đại Minh Dưới Kính Hiển Vi                   | 显微镜下的大明之丝绢案 | Trình Nhân Thanh        | iQIYI                                                            | [ 42 ]  |
| 2023           | Hồi Hưởng (Tiếng Vọng)                       | 回响                   | Mộ Đạt Phu              | iQIYI                                                            | [ 43 ]  |
| 2023           | Nhiệm Vụ Đặc Công                            | 特工任务约             | Châu Triết Nhất         | iQIYI                                                            | [ 44 ]  |
| 2023           | Cô ấy chỉ không muốn thua                    | 她只是不想输           | Đinh Ninh               | Tencent Video                                                    | [ 45 ]  |
| 2023           | Không Sợ Hãi 1                               | 无所畏惧               | Trần Thạc               | iQIYI, CCTV                                                      | [ 46 ]  |
| 2023           | Nhất Lộ Triều Dương                          | 一路朝阳               | Lê Quang                | iQIYI, CCTV                                                      | [ 47 ]  |
| 2024           | Truy Phong Giả (Trường Phong Phá Lãng)       | 追风者                 | Thẩm Đồ Nam             | iQIYI, CCTV                                                      | [ 48 ]  |
| Chưa phát sóng | Vây Săn                                      | 围猎                   | Dương Nhất Bằng         | iQIYI                                                            | [ 49 ]  |
| Chưa phát sóng | Không Sợ Hãi 2                               | 无所畏惧2              | Trần Thạc               | iQIYI, CCTV                                                      | [ 50 ]  |
| Chưa phát sóng | Tám Nghìn Dặm Mây Đường Mây Cùng Trăng       | 八千里路云和月         | Trương Vân Khôi         | iQIYI, CCTV                                                      | [ 51 ]  |

*****(in đậm là vai chính)

## Âm nhạc
| Năm phát hành | Tên bài hát         | Tên tiếng Trung | Album | Notes                                |
| ------------- | ------------------- | --------------- | ----- | ------------------------------------ |
| 2014          | "Vẫn là rất nhớ em" | 还是很想她      |       | Ost phim Cuộc hôn nhân không che đậy |

## Kịch
| Năm  | Tên phim               | Tên tiếng Trung | Notes  |
| ---- | ---------------------- | --------------- | ------ |
| 2005 | Trà Quán               | 茶馆            | [ 53 ] |
| 2005 | Lý Bạch                | 李白            |        |
| 2005 | Cẩu Tử Niết Bàn        | 狗爷涅槃        |        |
| 2009 | Ngọc đuốc của muôn nhà | 万家灯火        |        |
| 2010 | Ruồi trâu              | 牛虻            |        |
| 2013 | Thuở xưa có núi        | 从前有座山      |        |

## Giải thưởng và đề cử
| Năm        | Lễ trao giải                                                        | Giải thưởng                                | Tác phẩm                                                   | Kết quả   | Ghi chú |
| ---------- | ------------------------------------------------------------------- | ------------------------------------------ | ---------------------------------------------------------- | --------- | ------- |
| 05.11.2024 | Hội nghị tầm nhìn Weibo 2024                                        | Nam diễn viên thực lực của năm             |                                                            | Đoạt giải |         |
| 24.05.2024 | Lễ trao giải Bạch Ngọc Lan lần thứ 29                               | Nam chính xuất sắc nhất                    | Thẩm Đồ Nam (Truy Phong Giả)                               | Đề cử     |         |
| 12.01.2024 | Lễ trao giải phim truyền hình thường niên TQ lần II do CCTV tổ chức | Nam diễn viên có sức ảnh hưởng của năm     | Trần Thạc(Không sợ hãi 1) và Lê Quang (Nhất Lộ Triều Dương | Đoạt giải |         |
| 05.12.2023 | Hội nghị tầm nhìn Weibo 2023                                        | Nam diễn viên thực lực của năm             |                                                            | Đoạt giải |         |
| 02.12.2023 | LHP Quốc tế Macau lần thứ 14                                        | Nam diễn viên phụ xuất sắc                 | Trình Nhân Thanh (Đại Minh Dưới Kính Hiển Vi)              | Đề cử     |         |
| 25.11.2023 | Scream IQIYI 2023 Night                                             | Nam diễn viên mị lực của năm               |                                                            | Đoạt giải |         |
| 23.06.2023 | Lễ trao giải Bạch Ngọc Lan lần thứ 28                               | Nam phụ xuất sắc nhất                      | Trần Mặc Quần (Kẻ Phản Nghịch)                             | Đề cử     |         |
| 21.05.2023 | Diễn đàn Giai điệu Thời đại, Tình cảm Gia đình và Tổ Quốc           | Diễn viên có sức ảnh hưởng                 | Thái Hiểu Quang (Nhân Thế Gian)                            | Đoạt giải |         |
| 30.03.2023 | Phẩm Chất Thịnh Điển đài Đông Phương                                | Ngôi sao truyền hình có lời hiệu triệu     | Thái Hiểu Quang (Nhân Thế Gian)                            | Đoạt giải |         |
| 25.03.2023 | Đêm hội Weibo 2022                                                  | Diễn viên mị lực của năm                   |                                                            | Đoạt giải |         |
| 06.11.2022 | Lễ trao giải Kim Ưng lần thứ 31                                     | Nam diễn viên phụ xuất sắc nhất            | Trần Mặc Quần (Kẻ Phản Nghịch)                             | Đề cử     |         |
| 08.07.2022 | Lễ trao giải phim truyền hình Trung Quốc lần thứ 2                  | Nam diễn viên phụ xuất sắc nhất            | Trần Mặc Quần (Kẻ Phản Nghịch)                             | Đề cử     |         |
| 17.12.2014 | "National Opera Festival" của Truyền hình vệ tinh An Huy.           | Thần tượng Biểu diễn Nghệ thuật Thanh niên |                                                            | Đoạt giải |         |
| 06.12.2014 | Scream IQIYI 2015 Night.                                            | Nhân vật xuất sắc                          |                                                            | Đoạt giải |         |

## Liên kết tham khảo
1. ↑  “王阳《城事》都市好男人演绎战地真英雄”. Sina (bằng tiếng Trung). 14 tháng 1 năm 2010.
2. ↑  “《宫锁珠帘》被封"吻帝" 王阳：其实我是一个好男人”. Sina (bằng tiếng Trung). 7 tháng 2 năm 2012.
3. ↑  “《青年医生》的魅力武器 王阳：新一代宝男郎登场”. Sina (bằng tiếng Trung). 14 tháng 11 năm 2014.
4. ↑  “《无间道》潜心诠释热血"子弹sir" 挑战热血卧底戏”. Sina (bằng tiếng Trung). 21 tháng 12 năm 2016.
5. ↑  “《我就是演员》四强诞生 任素汐惜败”. Sina (bằng tiếng Trung). 4 tháng 12 năm 2018.
6. ↑  “古代传奇剧《庆余年》开播 王阳演绎侠骨柔情”. Sina (bằng tiếng Trung). 22 tháng 12 năm 2019.
7. ↑  “叛逆者 的全部演职员”. Sina (bằng tiếng Trung). 1 tháng 6 năm 2021.
8. ↑  “电视剧《人世间》曝光阵容，雷佳音辛柏青宋佳殷桃等加盟”. Sina (bằng tiếng Trung). 31 tháng 3 năm 2022.
9. ↑  “#迷雾剧场全新阵容官宣#”. Sina (bằng tiếng Trung). 18 tháng 12 năm 2022.
10. ↑  “马伯庸亲自操刀！《显微镜下的大明》今日开机 张若昀戚薇主演”. Sina (bằng tiếng Trung). 13 tháng 10 năm 2023.
11. ↑  “《显微镜下的大明》2月9日开播，张若昀、王阳、戚薇领衔主演”. Sina (bằng tiếng Trung). 6 tháng 6 năm 2023.
12. ↑  “王阳高斯甜蜜婚纱照曝光”. Sina (bằng tiếng Trung). 16 tháng 12 năm 2018.
13. ↑  “恭喜！《庆余年》滕梓荆扮演者王阳宣布当爸喜讯”. Sina (bằng tiếng Trung). 28 tháng 10 năm 2020.
14. ↑  “王阳《城事》都市好男人演绎战地真英雄”. sina(bằng tiếng trung). Truy cập ngày 14 tháng 1 năm 2010.
15. ↑  “资料：电视剧《如果还有明天》故事简介”. sina(bằng tiếng trung). Truy cập ngày 25 tháng 11 năm 2005.
16. ↑  “《雪在烧》重燃荧屏 吕一贾乃亮王洋三角恋”. sina(bằng tiếng trung). Truy cập ngày 19 tháng 6 năm 2008.
17. ↑  “资料：电视剧《如果还有明天》故事简介”. sina(bằng tiếng trung). Truy cập ngày 28 tháng 9 năm 2007.
18. ↑  “王阳《城事》峰回路转 放弃并不等于失去”. sina(bằng tiếng trung). Truy cập ngày 21 tháng 1 năm 2010.
19. ↑  “血色恋情》热播 王阳：男人可痞不可匪”. sina(bằng tiếng trung). Truy cập ngày 11 tháng 3 năm 2012.
20. ↑  “宫锁珠帘》被封"吻帝" 王阳：其实我是一个好男人”. sina(bằng tiếng trung). Truy cập ngày 7 tháng 2 năm 2012.
21. ↑  “《金玉良缘》将迎大结局 王阳挥刀自刎生死成谜”. sina(bằng tiếng trung). Truy cập ngày 24 tháng 3 năm 2014.
22. ↑  “裸婚之后》杀青 凤凰男王阳传递正能量(图)”. sina(bằng tiếng trung). Truy cập ngày 20 tháng 12 năm 2012.
23. ↑  “《青年医生》的魅力武器 王阳：新一代宝男郎登场”. sina(bằng tiếng trung). Truy cập ngày 14 tháng 11 năm 2014.
24. ↑  “《无间道》潜心诠释热血"子弹sir" 挑战热血卧底戏”. sina(bằng tiếng trung). Truy cập ngày 21 tháng 12 năm 2016.
25. ↑  “《深海利剑》将开播”. Netease (bằng tiếng Trung). 26 tháng 7 năm 2017.
26. ↑  “电视剧《走火》今晚山东卫视开播”. Netease (bằng tiếng Trung). 2 tháng 7 năm 2020.
27. ↑  “百变王阳挑战自我 新剧将演暖心总裁”. sina(bằng tiếng trung). Truy cập ngày 6 tháng 12 năm 2016.
28. ↑  “高興遇見你”. wikipedia. Truy cập ngày 27 tháng 7 năm 2022.
29. ↑  “张若昀王鸥主演《谍战深海之惊蛰》定档10月22日”. Netease (bằng tiếng Trung). 19 tháng 10 năm 2019.
30. ↑  “张若昀李沁《庆余年》将上线，晚8点开播”. Netease (bằng tiếng Trung). 26 tháng 11 năm 2019.
31. ↑  “《谁说我结不了婚》定档5.26 潘粤明童谣"练爱”. Netease (bằng tiếng Trung). 21 tháng 5 năm 2020.
32. ↑  “电视剧《亲爱的自己》定档9月7日 角色版海报首发”. Netease (bằng tiếng Trung). 2 tháng 9 năm 2020.
33. ↑  “张一山演韦小宝，电视剧《鹿鼎记》今晚开播”. Netease (bằng tiếng Trung). 15 tháng 11 năm 2020.
34. ↑  “马思纯、白敬亭《你是我的城池营垒》定档3月11日开播”. Netease (bằng tiếng Trung). 8 tháng 3 năm 2021.
35. ↑  “电视剧《叛逆者》6月7日开播，朱一龙童瑶燃青春星火”. Netease (bằng tiếng Trung). 3 tháng 6 năm 2021.
36. ↑  “冯小刚执导影视剧《北辙南辕》定档7月11日”. Netease (bằng tiếng Trung). 10 tháng 7 năm 2021.
37. ↑  “靳东、闫妮《人民的财产》改名《突围》，10月21日开播”. Netease (bằng tiếng Trung). 15 tháng 10 năm 2021.
38. ↑  “钟汉良李小冉《今生有你》定档1月18日 再续前缘”. Netease (bằng tiếng Trung). 13 tháng 1 năm 2022.
39. ↑  “雷佳音宋佳新剧《人世间》定档2022年春节播出”. Netease (bằng tiếng Trung). 29 tháng 12 năm 2021.
40. ↑  “许凯、钟楚曦主演网剧《迷航昆仑墟》定档7月27日”. Netease (bằng tiếng Trung). 25 tháng 7 năm 2022.
41. ↑  “剧集《罚罪》定档8月25日，黄景瑜、杨祐宁主演”. Netease (bằng tiếng Trung). 23 tháng 8 năm 2022.
42. ↑  “《显微镜下的大明之丝绢案》今晚开播，张若昀、王阳二搭搅动地方风云”. Netease (bằng tiếng Trung). 9 tháng 2 năm 2023.
43. ↑  “冯小刚新作《回响》定档3.16 宋佳王阳二搭夫妻携手探求社会本相”. Netease (bằng tiếng Trung). 18 tháng 3 năm 2023.
44. ↑  “特工任务”. wikipedia. Truy cập ngày 21 tháng 9 năm 2024.
45. ↑  “秦岚、王阳主演网剧《闪耀的她》6月18日开播”. sina(bằng tiếng trung). Truy cập ngày 17 tháng 6 năm 2023.
46. ↑  “《无所畏惧》开播 热依扎王阳啜妮上演燃爽逆袭”. sina(bằng tiếng trung). Truy cập ngày 3 tháng 11 năm 2023.
47. ↑  “李兰迪王阳王菊高叶启程奋斗之行，《一路朝阳》定档8月14日”. sina(bằng tiếng trung). Truy cập ngày 11 tháng 8 năm 2023.
48. ↑  “电视剧《长风破浪》公布阵容，王一博、李沁、王阳领衔主演”. sina(bằng tiếng trung). Truy cập ngày 21 tháng 9 năm 2023.
49. ↑  “围猎”. sina(bằng tiếng trung). Truy cập ngày 22 tháng 5 năm 2024.
50. ↑  “电视剧拍摄制作备案公示表”. sina(bằng tiếng trung). Truy cập ngày 4 tháng 1 năm 2024.
51. ↑  “《八千里路云和月》横店开机 讲述抗战期间九次中秋的硝烟与炊烟”. sina(bằng tiếng trung). Truy cập ngày 28 tháng 2 năm 2024.
52. ↑  “王阳张佳宁演绎《裸婚之后》曝光插曲”. sina(bằng tiếng trung). Truy cập ngày 11 tháng 4 năm 2019.
53. ↑  “恢复线下演出！经典《茶馆》重启北京人艺建院70周年纪念演出季”. sina(bằng tiếng trung). Truy cập ngày 7 tháng 6 năm 2022.